# 유강 (남곡절후)
유강(劉江, ? ~ ?)은 전한 후기의 제후로, 청하강왕의 손자이다.

## 행적
감로 3년(기원전 51년), 아버지 유천의 뒤를 이어 남곡후(南曲侯)에 봉해졌다.
시호를 절이라 하였고, 작위는 아들 유존이 이었다.

## 출전
- 반고, 《한서》 권15하 왕자후표 下

| 선대 아버지 남곡양후 유천 | 전한의 남곡후 기원전 51년 ~ ? | 후대 아들 유존 |